# Monte Grona
Der Monte Grona ist ein 1736 m s.l.m. hoher Berg in den südlichen Alpen (Tambogruppe bzw. Luganer Voralpen) zwischen dem Luganersee und dem Comer See in der Lombardei in  Italien.

## Routen zum Gipfel

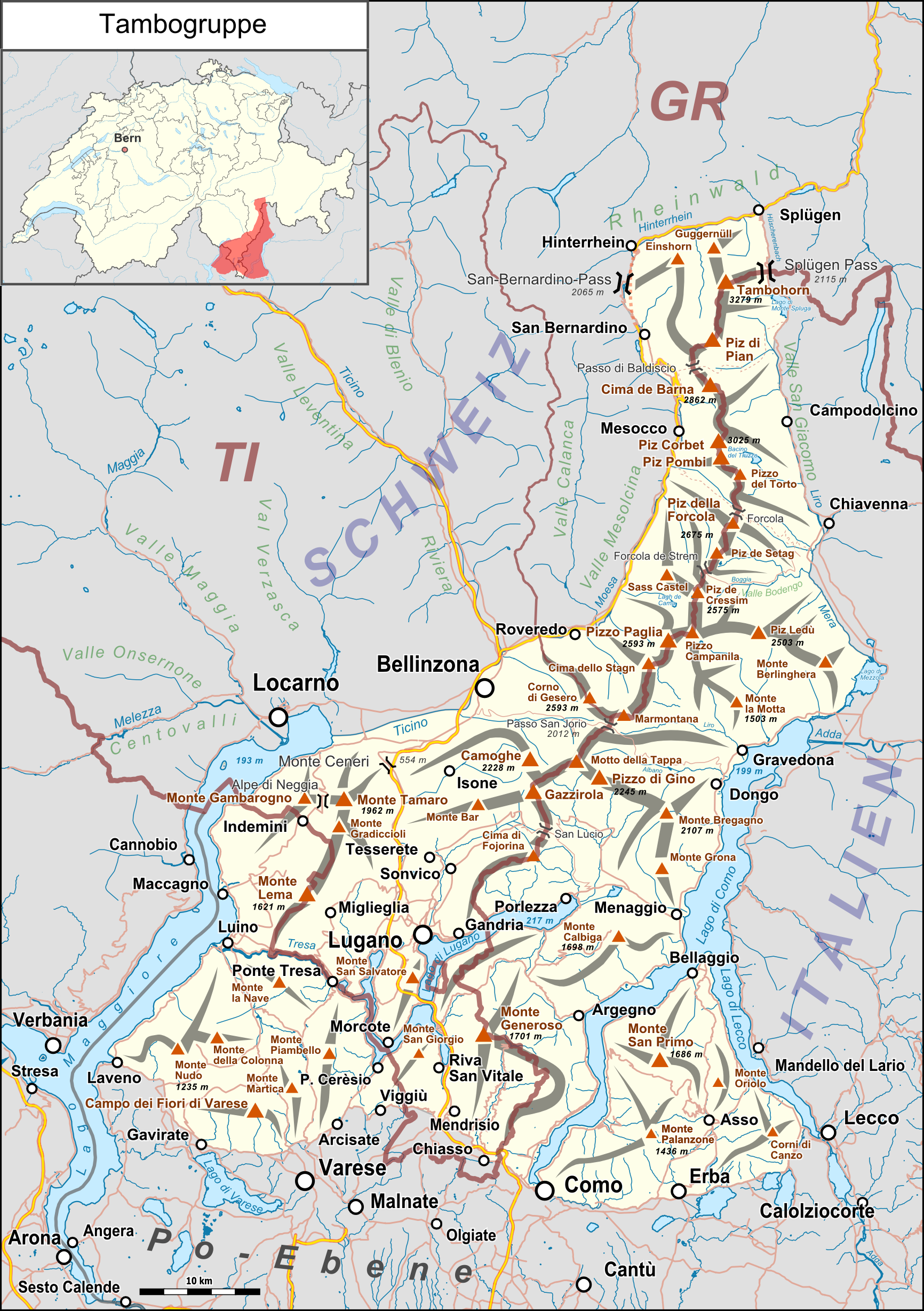
Monte Grona in der Tambogruppe

Talort ist Breglia, eine Fraktion der Gemeinde Plesio, nördlich von Menaggio. Ein Bergweg beginnt an den Monti di Breglia (996 m) am Parcheggio Grona. Er führt zunächst zu einer Schutzhütte (Rifugio Menaggio, 1.380 m). Von dort aus führen neben dem Normalanstieg noch zwei weitere Bergwege zum Gipfel: Ein direkter Steilanstieg („Direttissima“) und ein Aussichtsweg („Sentiero Panoramico“). Der vierte Weg auf den Gipfel ist ein Klettersteig („Ferrata del Centenario CAO“). Beliebt ist auch die Runde zwischen dem Parkplatz Grona und dem Rifugio Menaggio, da es zwei verschiedene Auf- bzw. Abstiege gibt, die gut zu kombinieren sind.